# Catonia mitrata
Catonia mitrata är en insektsart som beskrevs av Ronald Gordon Fennah 1950. Catonia mitrata ingår i släktet Catonia och familjen vedstritar. Inga underarter finns listade i Catalogue of Life.